# Senden-Devel, F.

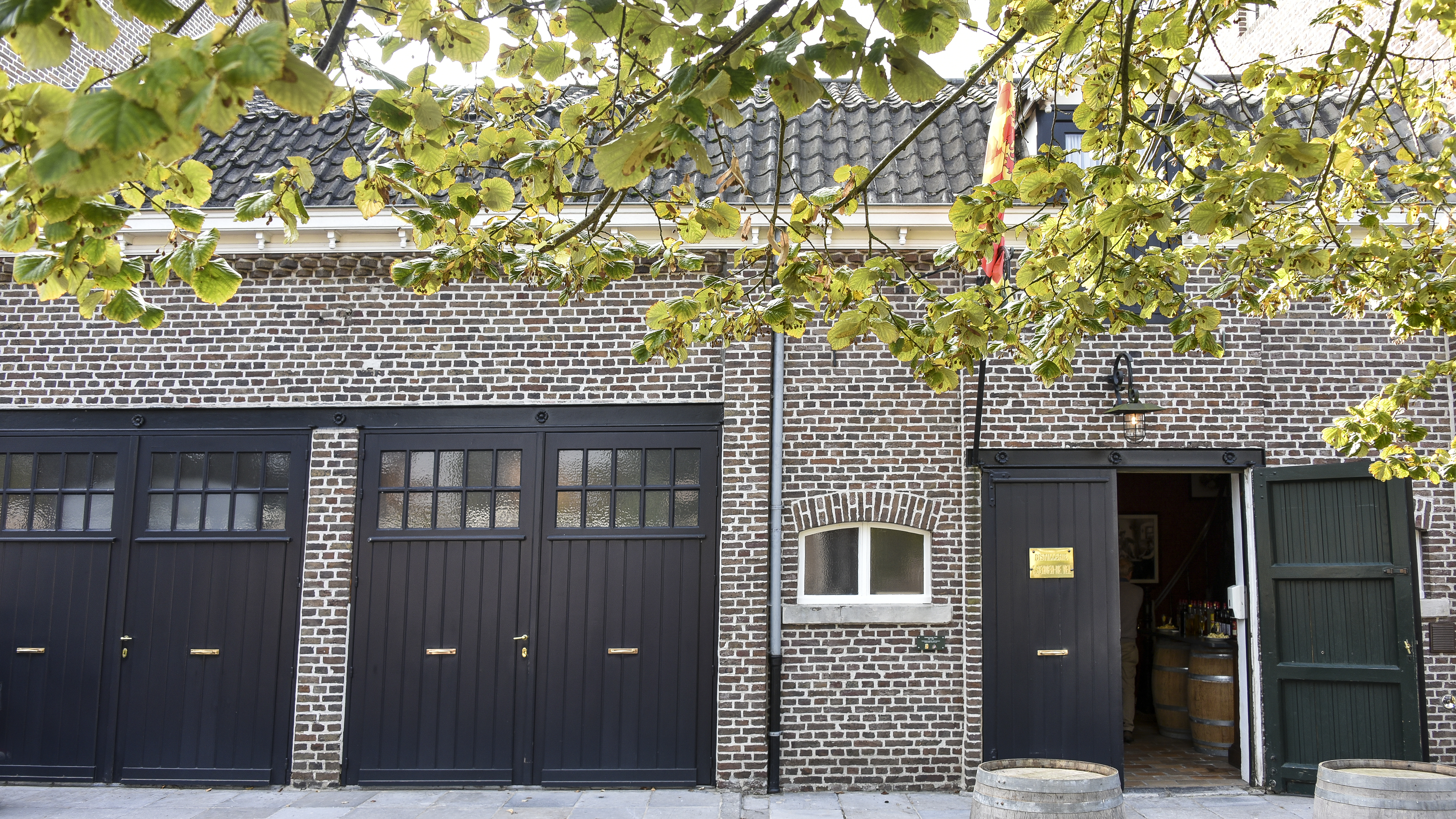
Senden-Devel, F.

De Likeurstokerij Senden-Devel, F., ook gekend als Likeurstokerij F. Senden-De Vel, is een vroegere likeurstokerij en huidig museum in Rekem, een deelgemeente van Lanaken in de Belgische provincie Limburg. Het museum bewaart vrijwel volledig de destilleerderij uit de jaren 1920-1930 die in 1890 door Franz Joseph Hubert Senden (1857-1932), postmeester van Rekem, werd opgestart. Zijn partner was Jean Joseph Eugène De Vel (of Devel) die in 1888 huwde met Maria Elisabeth Senden, de zuster van Franz Joseph Hubert Senden.
Anno 2023 is Freddy Senden, achterkleinzoon van de stichter, curator van het museum. Bezoek kan op aanvraag en met een groep van ten minste vijftien personen.

## Geschiedenis
Het huidig museum is ondergebracht in een woning-destilleerderij die Frans Hubert Senden in 1891 bouwde. Het is een breedhuis van het dubbelhuistype in eclectische stijl. In 1910 breidde men de stokerij uit. In 1918 volgde een aanpassing van de voorgevel om Fords en later onder meer later Citroëns te stallen, ter vervanging van paard en kar.
Henri Senden nam in 1921 de activiteiten van zijn vader over en liet in 1929 het dak verbouwen tot slaapkamers voor zijn kinderen. In de Tweede Wereldoorlog werden de activiteiten stilgelegd; na de oorlog gingen ze weer aan de slag. De activiteiten stopten in 1954 definitief en de machines werden voor het grootste deel verkocht. Het bekendste product van stokerij Senden was het Voske, een jenever van 35 graden. In ander bekend product was 't Zwart Stoopke.
In 1971 kocht Jos Senden, zoon van Henri, de stokerij en alle verkochte machines weer op. Pas in 2005 heropende achterkleinzoon van Hubert, de stokerij als museum.

## Galerij

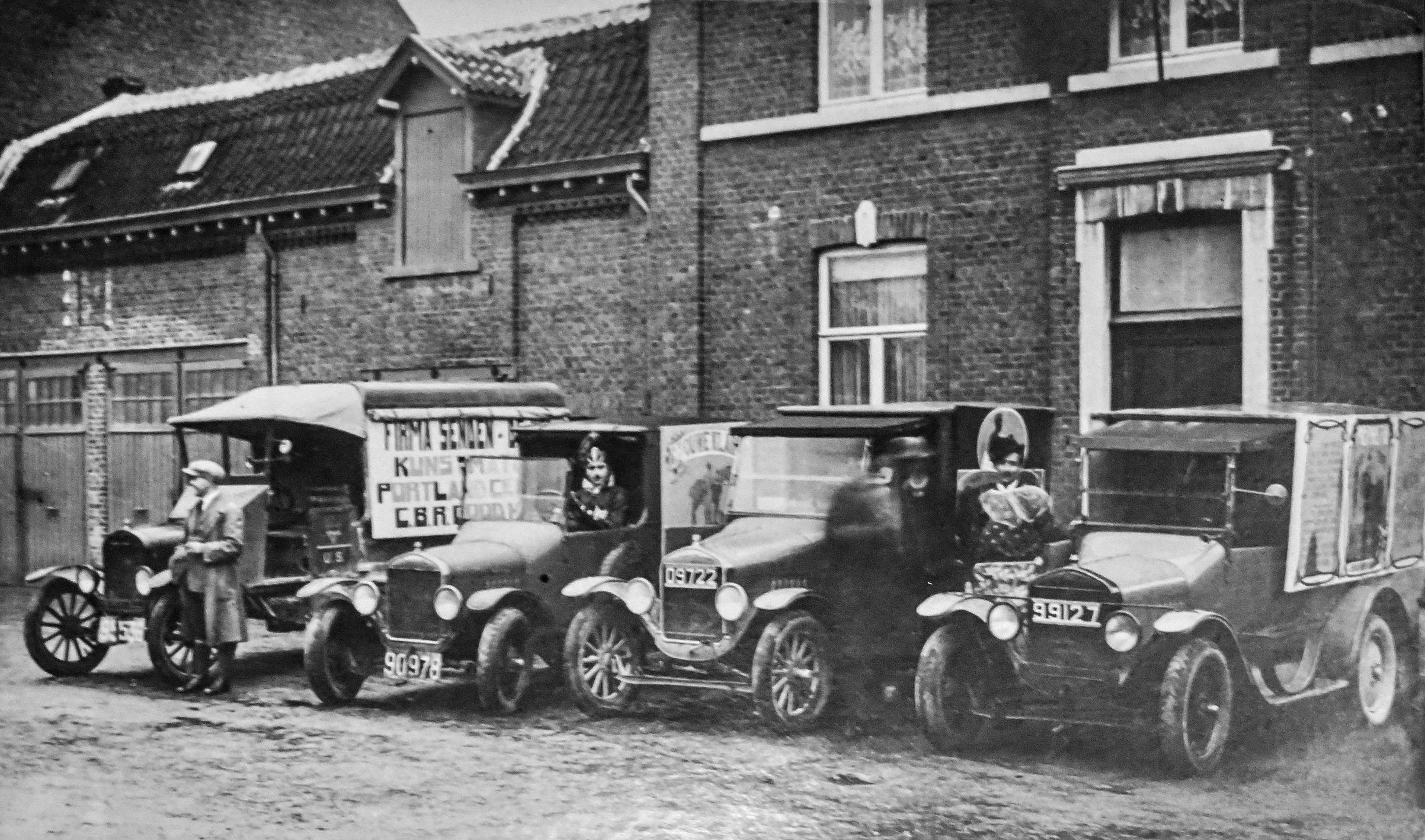
Tijdens het interbellum
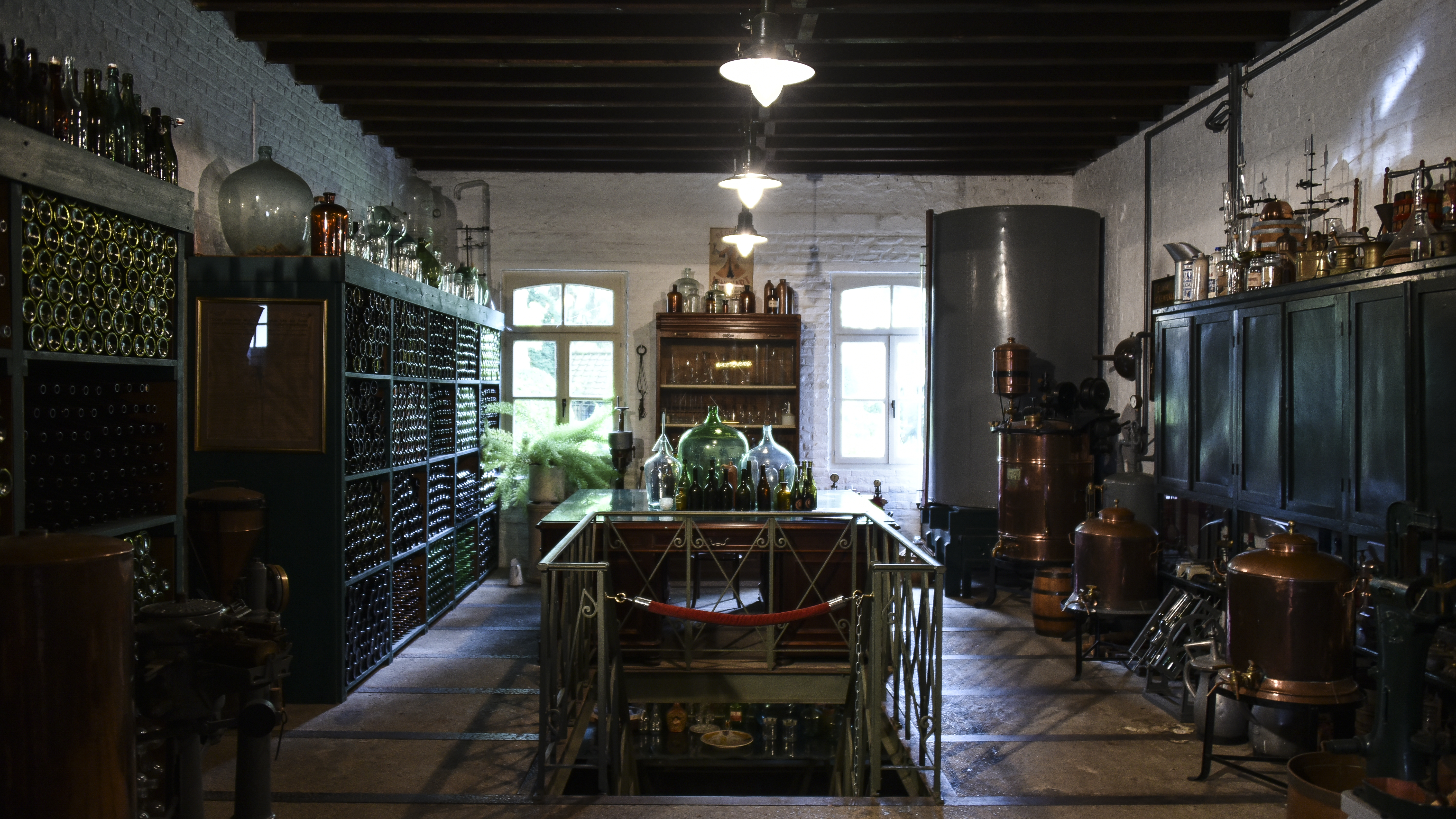
Stokerij
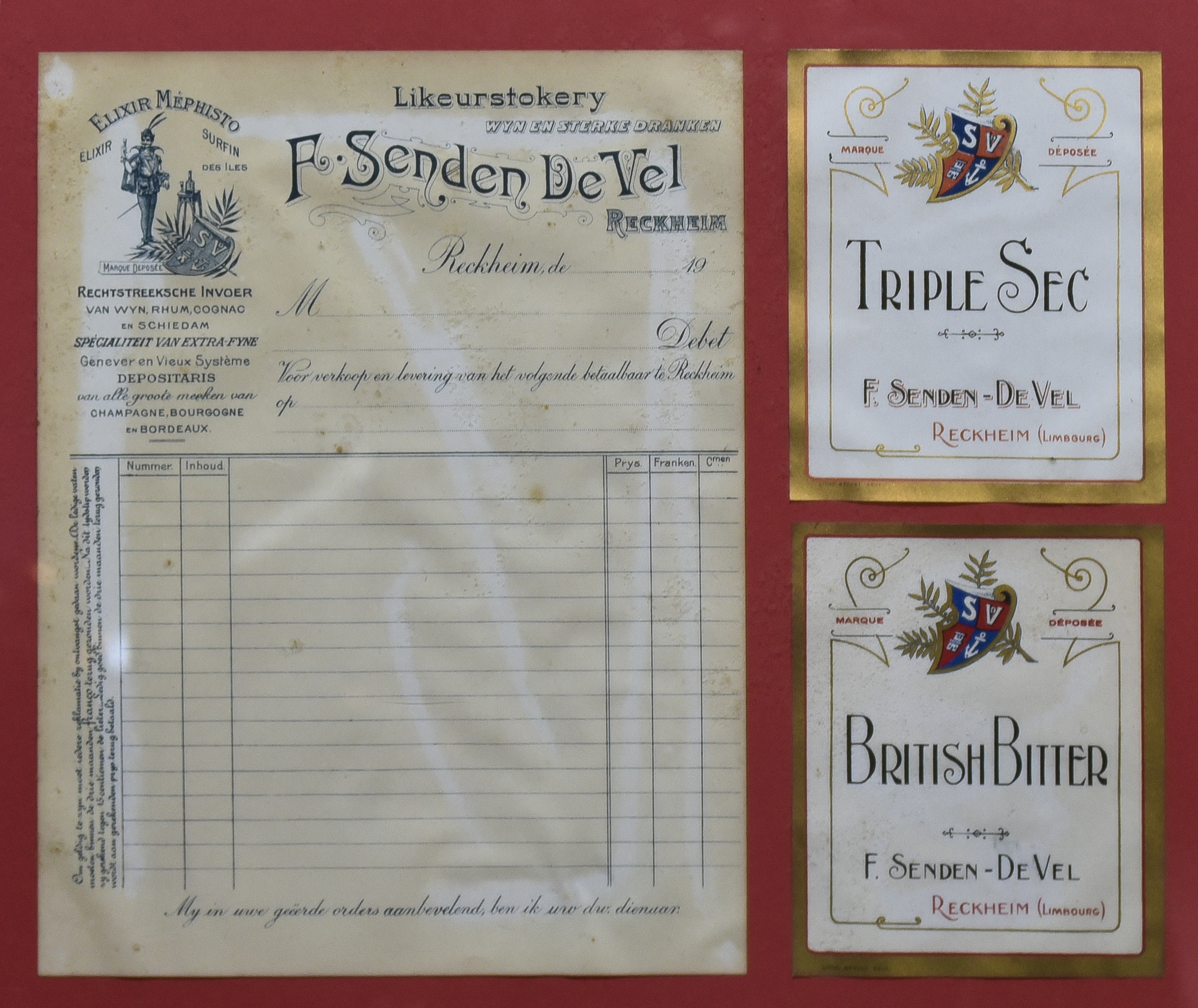
Factuur en etiketten